# Saint-Hilaire-Saint-Mesmin
Saint-Hilaire-Saint-Mesmin – miejscowość i gmina we Francji, w Regionie Centralnym, w departamencie Loiret.
Według danych na rok 1990 gminę zamieszkiwało 2025 osób, a gęstość zaludnienia wynosiła 143 osoby/km² (wśród 1842 gmin Regionu Centralnego Saint-Hilaire-Saint-Mesmin plasuje się na 189. miejscu pod względem liczby ludności, natomiast pod względem powierzchni na miejscu 927.).